# Ängsö kyrka
Ängsö kyrka är en kyrkobyggnad på Ängsön i Västerås stift. Den är församlingskyrka i Kungsåra församling. 
Kyrkan uppfördes omkring 1340 utifrån byggherren Nils Abjörnssons önskemål och är mycket välbevarad från den tiden. Det är en av högmedeltidens förnämsta kyrkor och saknar direkta motsvarigheter, men kan, bortsett från storleken, mäta sig med påkostade klosterkyrkor och Uppsala domkyrka. Det är en av de bäst bevarade medeltida privata kyrkor samt en av de äldsta landsortskyrkorna, byggd helt i tegel, i landet. I kyrkorummet finns sex ursprungliga valv i tegel, målade med mycket avancerade och helt unika kalkmålningar, där bland annat Sveriges äldsta avbildning av riksvapnet Tre kronor finns.
Bland kyrkans inventarier finns bland annat en dopfunt från omkring 1200 och ett helgonskåp med Anna själv tredje från 1400-talet och en av landets bäst bevarade 1700-talsorglar.
Kyrkan ingår i riksintresse för kulturmiljövården Ängsö [U 27], där motiveringen är: ”Herrgårdslandskap med monumental slottsbyggnad, omfattade parkanläggning och till slottet hörande medeltida gårdskyrka”.

## Byggnadsbeskrivning
Ängsö kyrka är en korskyrka med en unik form, där en sakristia är inredd i den norra korsarmen, medan det i den södra från början fanns ett kombinerat vapenhus och sidokapell. Senare har södra korsarmen blivit inredd som gravkor. I väst finns ett smalt torn, i öst ett tresidigt kor, och öster om koret ett gravkor. Bortsett från grund och sockel är kyrkans oputsade väggar helt murade i tegel, vilket är ovanligt med tanke på dess höga ålder, och dekorerade med bland annat vita blinderingar och mönstermurning på gavlarna. Ytterligare en skillnad från samtida kyrkor är att murarna är tunnare, runtom stödda av strävpelare. Yttertaket som sluttar brant täcks med kopparplåt. Västtornet kröns av en obeliskformig huv, inspirerad av Västerås domkyrkas spira. Fönsteröppningarna är spetsbågiga, med nygotiskt spröjsade fönster av gjutjärn. Det runda fönstret, prytt med masverk av kalksten är ursprungligt, satt tidigare på långhusets västgavel.
Det piperska gravkoret i öst har med sina senbarocka rundade hörn, kupoltak och spira en form och stil som skiljer sig från resten av kyrkan. Väggarna är putsade i gul nyans och sockeln är tillverkad av sandsten, vilket även dekorationer på fasaderna är gjorda i.
Över långhuset finns fem ursprungliga kryssvalv och ett tredelat valv över den tresidiga avslutningen på koret. Även över sakristian finns ett kryssvalv, medan det finns ett senare spegelvalv ovanför den södra korsarmen. Långhusets valv och väggarna är dekorerade med avancerade, men i dag fragmentariska, kalkmålningar. Golven är belagda med kalkstensplattor, bortsett från brädgolv under bänkarna och flera gravhällar i koret. Flera av snickerierna, såsom orgelläktare och orgelfasad i väst, predikstol i norr, greveläktaren i söder, samt fasaderna till de slutna bänkarna, är målade i en gråvit oljefärg. På bänkdörrarna sitter numrering kvar sedan bänkdelningens tid. Bakom altaret i öst står en altarprydnad, bestående av en rikt dekorerad öppen båge, vilket gör att man ser gravkoret bakom där två sarkofager i marmor finns. Den medeltida dörren till sakristian är prydd med byggherren Nils Abjörnsson vapen.
I kyrkans taklag finns 31 medeltida takstolar över långhuset. Också i sakristian finns medeltida takstolar. Taklaget kan vara ursprungligt från omkring 1340.

## Historia

### En äldre kyrka
Vid Bergs by, ett par kilometer norr om Ängsö kyrka, ska det enligt tradition ha funnits ett kapell som brukades av öborna fram till dess att nuvarande kyrkan byggdes. I Olof Graus Beskrifning öfver Vestmanland från 1754 beskrivs platsen, kallad Kapellbacken, och i en uppteckning från 1800-talet står det att man ofta hittade spår efter begravningar där. Men vid senare undersökningar har inga spår hittats. Att dopfunten i dagens kyrka är äldre än kyrkan i sig kan ändå indikera att det funnits en äldre kyrka på Ängsö.

### Den nuvarande kyrkan byggs

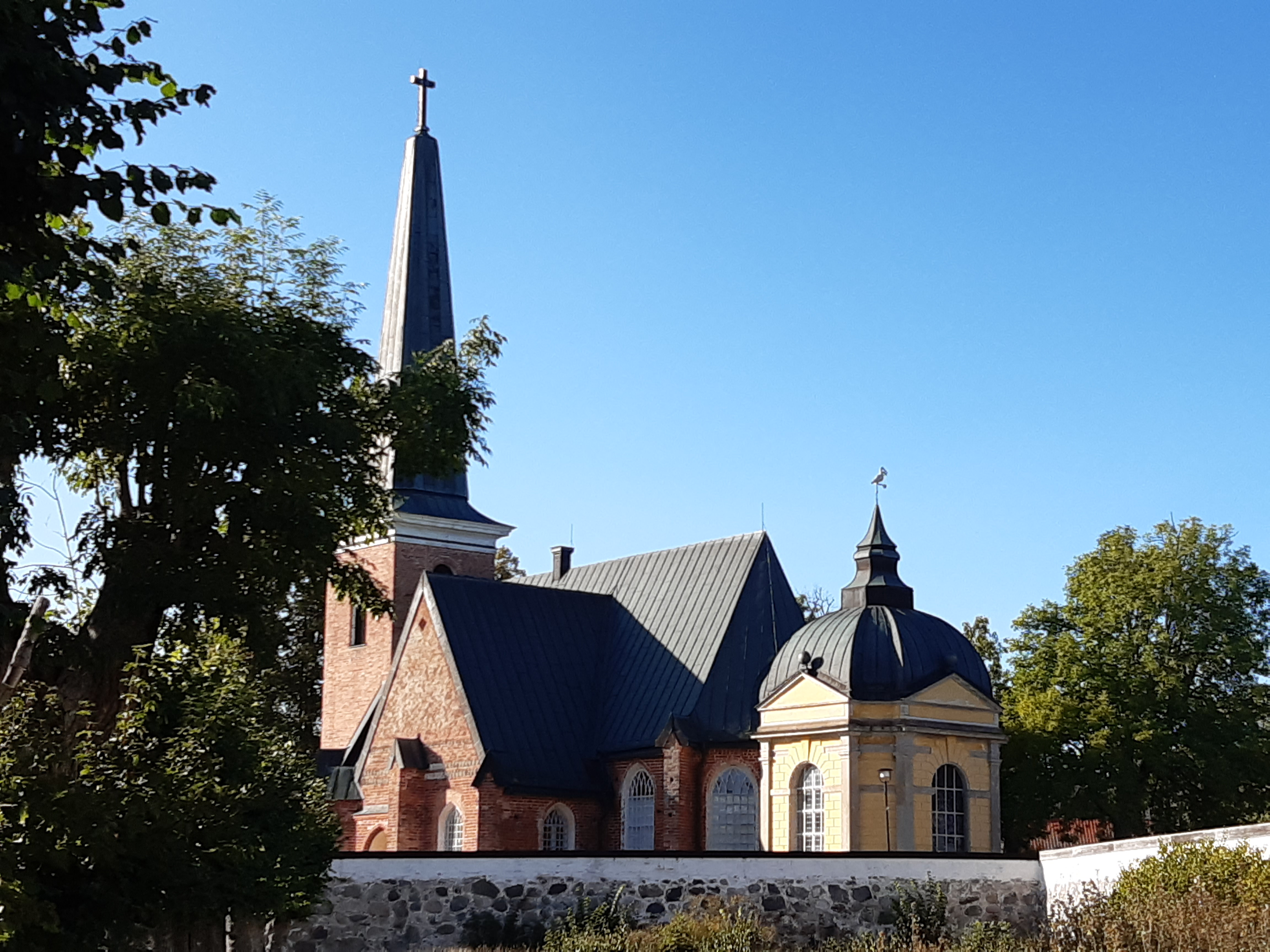
Ängsö kyrka

Ängsö kyrka uppfördes omkring 1340 till största del bekostad av Nils Abjörnsson, dåvarande innehavare av Ängsö slott. Den byggdes som en privat gårdskyrka, men användes också som sockenkyrka redan från början. Kyrkan bestod då av långhus och korsarmar murade i tegel, samt en klockförsedd takryttare över korsmitten. De ovanligt tidiga valven över kyrkorummet har murats samtidigt och därför saknar de sköldbågar. Fönstren var mindre och satt högre upp än de nuvarande och hade masverk av kalksten; på norra väggen saknades fönster helt. I kyrkorummet målades ganska omgående omfattande bildserier från bibeln och växtornament. I de båda korsarmarna, som inreddes som sakristia och vapenhus/kapell, målades väggarna röda medan valven fick en vit nyans med gråa valvribbor. Både kyrkan och kalkmålningarna verkar ha blivit utformade efter Nils Abjörnssons önskemål, varför de båda fått sina säregna utformningar.
Tack vare Nils Abjörnssons nära band med kung Magnus Eriksson fick han och hans släkt närmast totalt självbestämmande över Ängsö, där de var helt befriade från alla skatter och pålagor och innehade hals- och handrätt. Detta självstyre, som saknade motsvarighet i övriga Sverige, upphörde i slutet på 1600-talet. I de speciella rättigheterna ingick också patronatsrätt, utan inblandning från biskopen. Biskopsrätten över Ängsö drogs in 1691, men rätten att utse kyrkans präst behöll Ängsös ägare ända in på 1920-talet. Nils Abjörnssons kontakter med kungen syns också tydligt i kyrkans kalkmålningar, där det finns åtta vapensköldar. Fyra representerar Nils och hans hustru Benkta Abrahamsdotter, två representerar kungen och drottningen Blanka av Namur och två representerar länderna som kungen styrde över, sköldarna för Sverige och Norge. Denna avbildning av Tre kronor är den äldsta kända i Sverige.

### Senare förändringar
På 1630-talet skedde en stor förändring med den södra korsarmen, då den byggdes om till gravkor för släkten Sparre. Dess två medeltida kryssvalv revs och ersattes med ett högre spegelvalv. Mellan korsarmen och kyrkorummet togs två stora stickbågiga öppningar upp. Under slutet av 1600-talet och de första åren av 1700-talet förföll kyrkan under friherre Johan Sparres tid som ägare till Ängsö. Till slut tvingades han sälja. Köpare var Christina Piper genom sin man Carl, då han var tillfångatagen efter slaget vid Poltava. Kyrkan ska då ”til Taak, hwalf, fönster och dörar alldeles förmultnadt och förderfwat”. De nya ägarna genomförde en stor renovering. De medeltida fönsteröppningarna förändrades och nya fönster sattes in. Samtidigt vidgades portalen till södra korsarmen och fick den nuvarande järnporten. Några decennier senare, på 1630-talet, uppförde också släkten Piper gravkoret öster om koret.
Förnyelsen fortsatte på 1740-talet då arkitekt Carl Hårleman, som också arbetade med Ängsö slott, ritade ett västtorn till kyrkan. Det anpassades till resten av kyrkans utseende och ett av kyrkans ursprungliga runda fönster placerades över porten. Spiran fick ett åttakantig, obeliskformat utseende, inspirerat av spiran på Västerås domkyrka. Den tidigare klockstapeln intill kyrkan revs i och med att klockorna flyttade upp i det nya tornet. Revs gjorde också den tidigare takryttaren, vars klocka flyttades till slottets torn, där den fortfarande finns kvar. I början av 1780-talet tillkom orgelläktaren i väst, samtidigt som den nuvarande orgeln.
Dagens golv med kalkstensplattor tillkom 1803, samtidigt som slutna bänkar vars utsidor fortfarande används. I mitten av samma århundrade byggdes den grevliga läktaren över södra korsarmen. 1865 förstorades fönstren och fick sin nuvarande spetsbågiga form. 1889 ersattes den tidigare spåntäckningen på kyrkans tak med järnplåt.
Under ledning av arkitekt Viktor Segerstedt genomfördes en inre förnyelse under slutet av 1930-talet, då bland annat bänkarna byggdes om och ett sidokapell inreddes i den södra korsarmen, med bland annat ett medeltida helgonskåp. Vid den senaste större yttre upprustningen, 1967, fick yttertaket och tornets huv den nuvarande kopparplåten. Några år senare fick arkitekt Nils Tesch i uppdrag att upprätta ett förslag till en inre förnyelse, med start 1970, då de medeltida målningarna i långhuset började tas fram och restaureras. Även andra förändringar genomfördes; bland annat byttes fönsterglas ut, nya vindfång uppfördes, trappen upp till den södra läktaren byggdes om och kyrkorummets snickerier målades om.

## Kalkmålningar
Både väggarna och valven i vapenhuset är täckta med ovanliga kalkmålningar. De överkalkades, troligtvis 1711, och var sedan täckta fram till början av 1970-talet. Deras existens har varit känd sedan åtminstone 1930-talet, då Rune Norberg och konservator Alfred Nilsson utförde provframtagningar. De kunde då konstatera att målningarna var ungefär samtida med kyrkan och hade hög konstnärlig kvalitet. En mer omfattande framtagning dröjde dock, på grund av den höga kostnaden, till förnyelsen under åren 1970–1972 under ledning av arkitekt Nils Tesch tillsammans med Åke Nisbeth vid Riksantikvarieämbetet.
Målningarna är på många ställen svårt skadade och fragmenterade, och framför allt är det de rödbruna konturerna som är bevarade. Likväl är målningarna av stor kulturhistorisk betydelse och unika bland de bevarade 1300-talsmålningarna i Sverige. Någon direkt likhet med andra kalkmålningar från 1300-talet finns inte, men vissa överensstämmelser finns med ärkebiskop Peter Filipssons epitafium i Mariakyrkan i Sigtuna.
I valven finns tre bildsviter som på ett unikt sätt löper längs hela kyrkorummet. I den södra delen av valven berättas historier från Gamla testamentet, med skapelsen i koret och Kains mord på Abel i väst. Till skillnad från denna svit ska de två andra läsas från väst till öst, där den norra berättar om Jesus barndom och den mittersta berättar passionshistorien. I öst finns yttersta domen och nådastolen avbildad. I de västligaste valven finns också åtta vapensköldar avbildade. Högst upp i valven finns målade träplattor som är samtida med kyrkan. Väggarnas målningar är mer fragmentariska än valvens, varför många av dem är svårtolkade. Här finns bland annat flera helgon avbildade, bland annat en av landets äldsta på Franciskus av Assisi, scener från Jesus liv samt ett ”drakträd” som ännu inte låtit sig tolkas. Det består av ett träd med grenar av bevingade drakar med människor i gapen.

## Inventarier
- Dopfunten i sandsten är äldre än kyrkan, från tiden omkring 1200.[8]
- I södra korsarmen finns en sten som kommer från en jättegryta i trakten, den kallas Trollstenen. Enligt en legend för den otur med sig och det väntar ett grymt öde för alla som rör den.[11]
- En kalk och en paten från mitten av 1300-talet – möjligen samtida med kyrkan – finns bevarade, den senare med Kristus-motiv. Kalkens skål är senare utbytt.[8]
- I kyrkan finns två mässhakar från 1400-talet, den ena med broderier tillverkade vid Albertus Pictors verkstad med ett Anna själv tredje-motiv.[8]
- Ett välbevarat helgonskåp från andra halvan av 1400-talet med en unik träskulptur av Anna själv tredje står i södra korsarmen. På dess dörrar är fyra kvinnliga helgon målade.[12]
- Altaruppsatsen skapades 1736 av Johan Jerling på uppdrag av Christina Piper och anpassades efter det bakomliggande gravkoret, med Carl Fredrik Pipers och Ulrika Christina Mörners marmorsarkofager. Ett krucifix står i uppsatsens öppna triumfbåge, som flankeras av en kvinna på vardera sidan som håller i symboler för de teologala dygderna. Ovanför finns lammet och två änglar.[13]
- Den femsidiga predikstolen skänktes 1628 till kyrkan av Brita Bååt. Vid en renovering 1815 plockades det mesta av den ursprungliga ornamentiken, som bestod av träsniderier, bort och ersattes av den nuvarande i senempir. Den tidigare dekorationen finns numera bland annat på orgelläktaren. Uppgången till predikstolen sker genom en murad gång från sakristian.[4]
- Ett flertal begravningsvapen finns i kyrkans södra korsarm, uppsatta över släkten Sparre som ägde Ängsö på 1600-talet. I gravkoret sitter bland annat ett epitafium över Carl Piper, som ligger begravd under golvet.[13]
- I kyrkans torn hänger två klockor, dels en som väger 300 kg och blev omgjuten 1909 av J A Beckman, dels en som väger 770 kg och göts av Hindrich Lind. Den sistnämnda bär följande inskription: ”Denna klocka hafwer högvälbordna fru grefwinna och öfwerstemarskalkinnan Chistina Piper med egen bekostnad låtit omgjuta till Guds ähra och Engsöö församlings nytta år 1713.”[13]

### Orgel
- Orgeln är tillverkad av Olof Schwan (1744-1812), Stockholm och skänktes till kyrkan av Adolf Ludvig Piper 1781. Orgeln är mekanisk. Orgeln omdisponerades 1867 av Johan Adolf Lundell, Teda och 1923 av Åkerman & Lund, Sundbyberg. Det är en av landets bäst bevarade orglar från 1700-talet, och återställdes i stort sett i ursprungligt skick vid en renovering 1998 av Robert Gustavsson Orgelbyggeri AB, Härnösand.[14][15] Dispositionen år 1990 var:

| Manual           | Pedal   |
| Principal 8´ B/D | Bihängd |
| Gedackt 8´       |         |
| Fugara 8´        |         |
| Vox Celeste 8'   |         |
| Principal 4'     |         |
| Spetsflöjt 4'    |         |

## Bilder

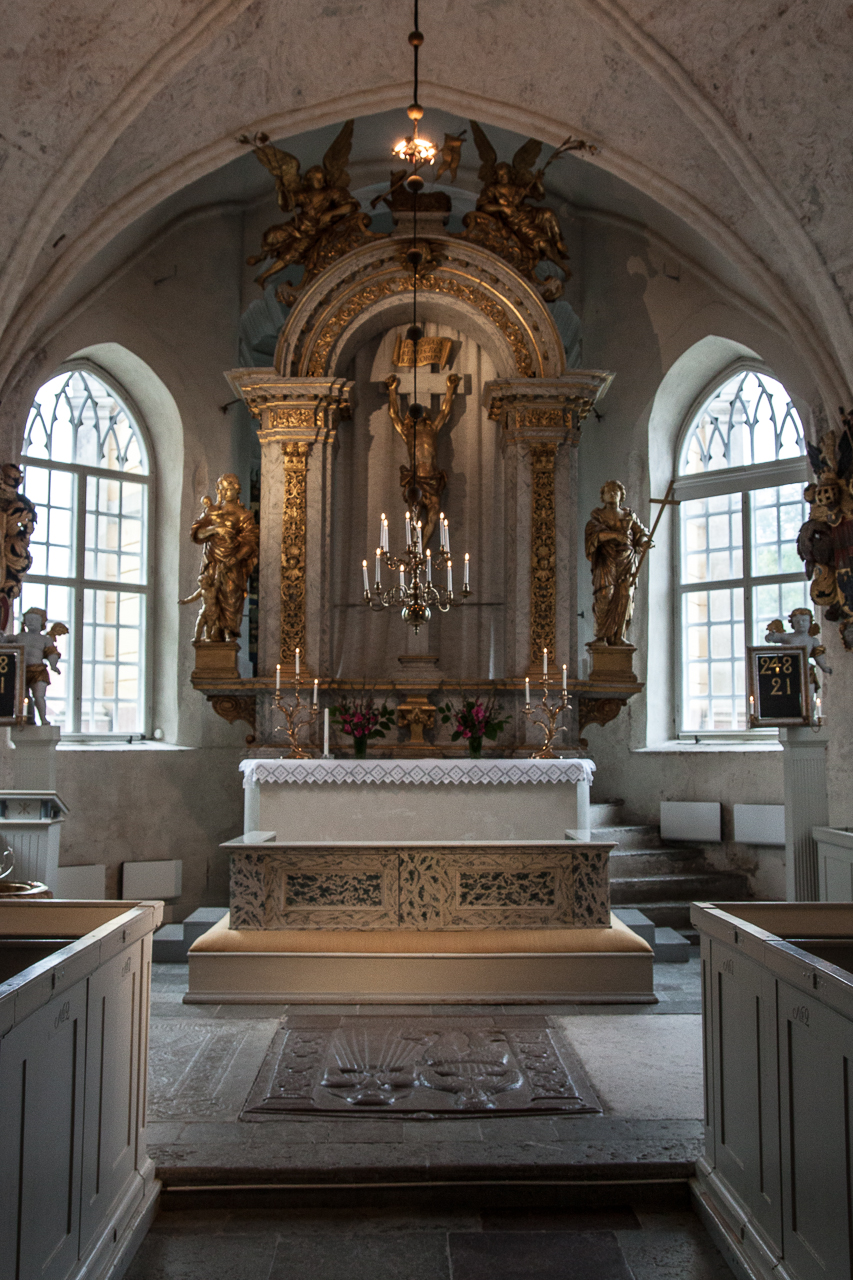
Koret
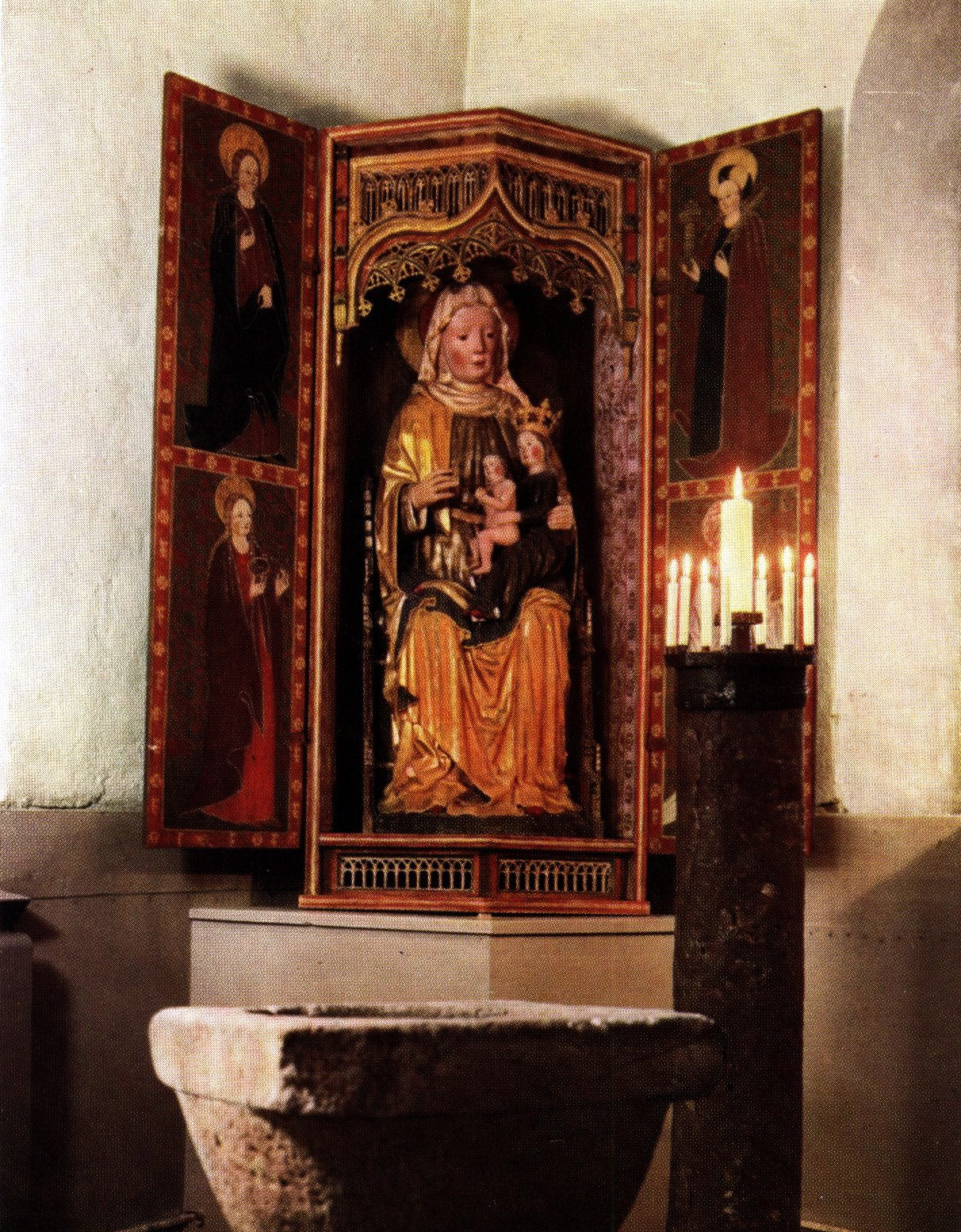
Helgonskåp från 1400-talet
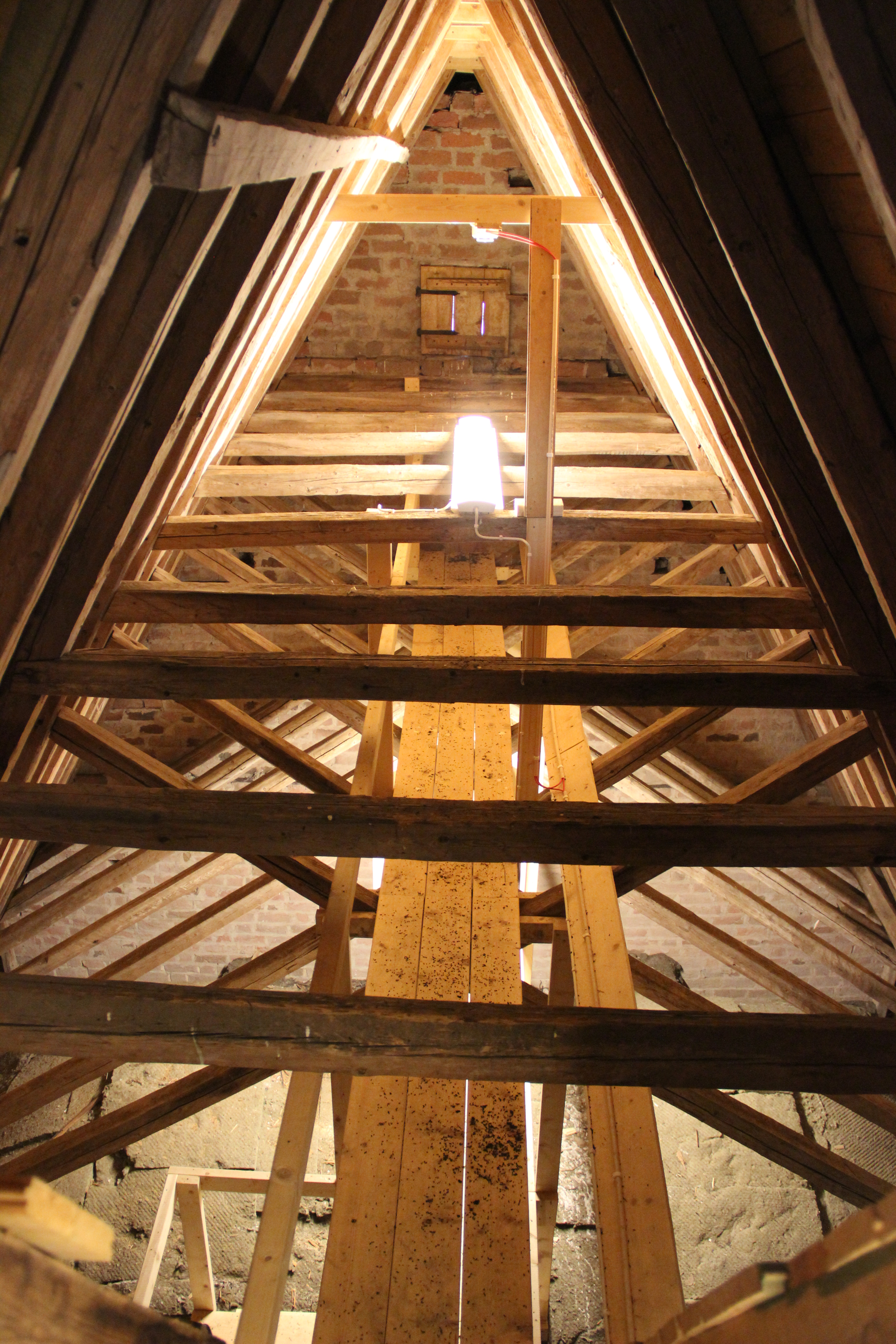
Medeltida taklag
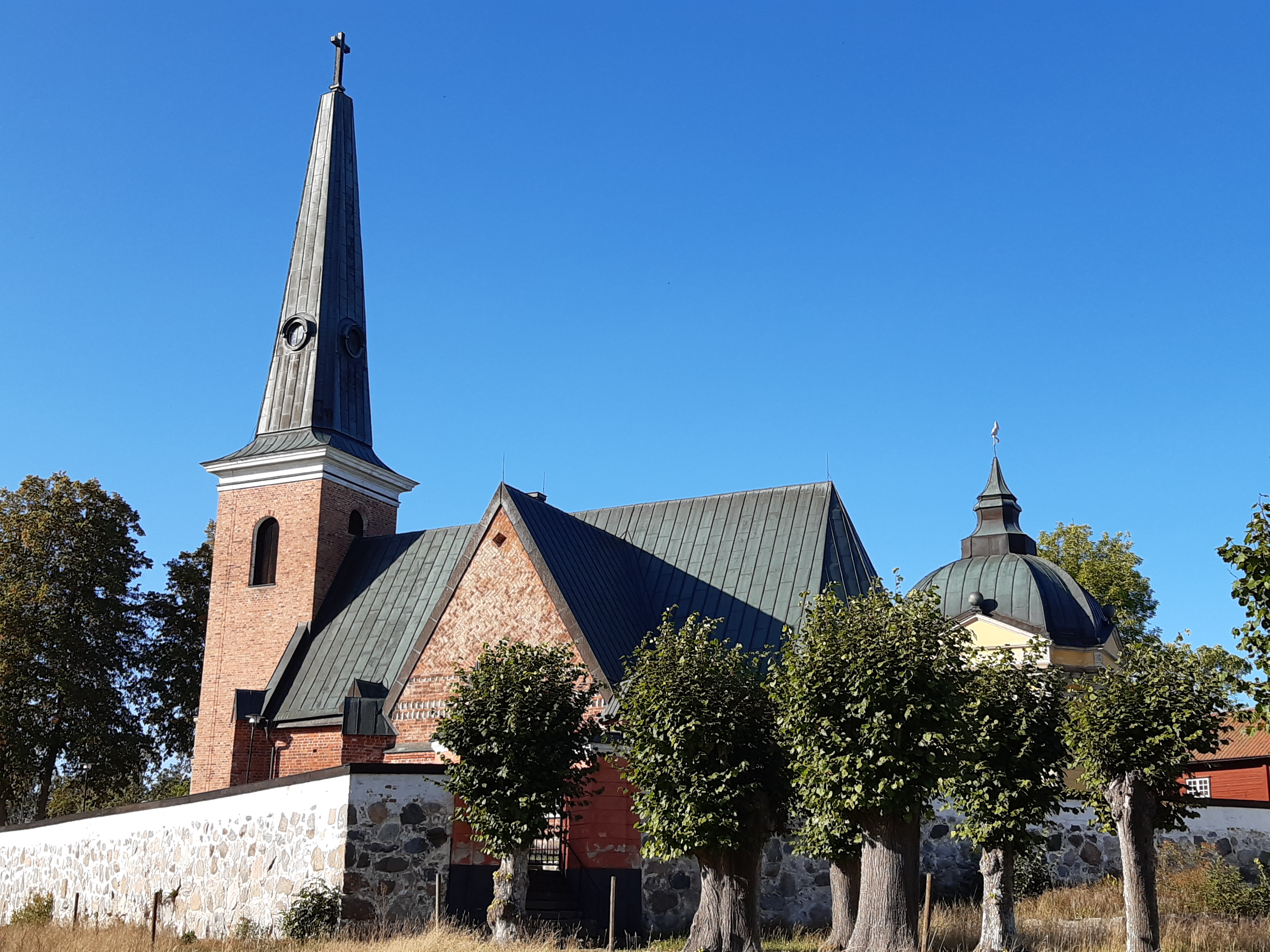
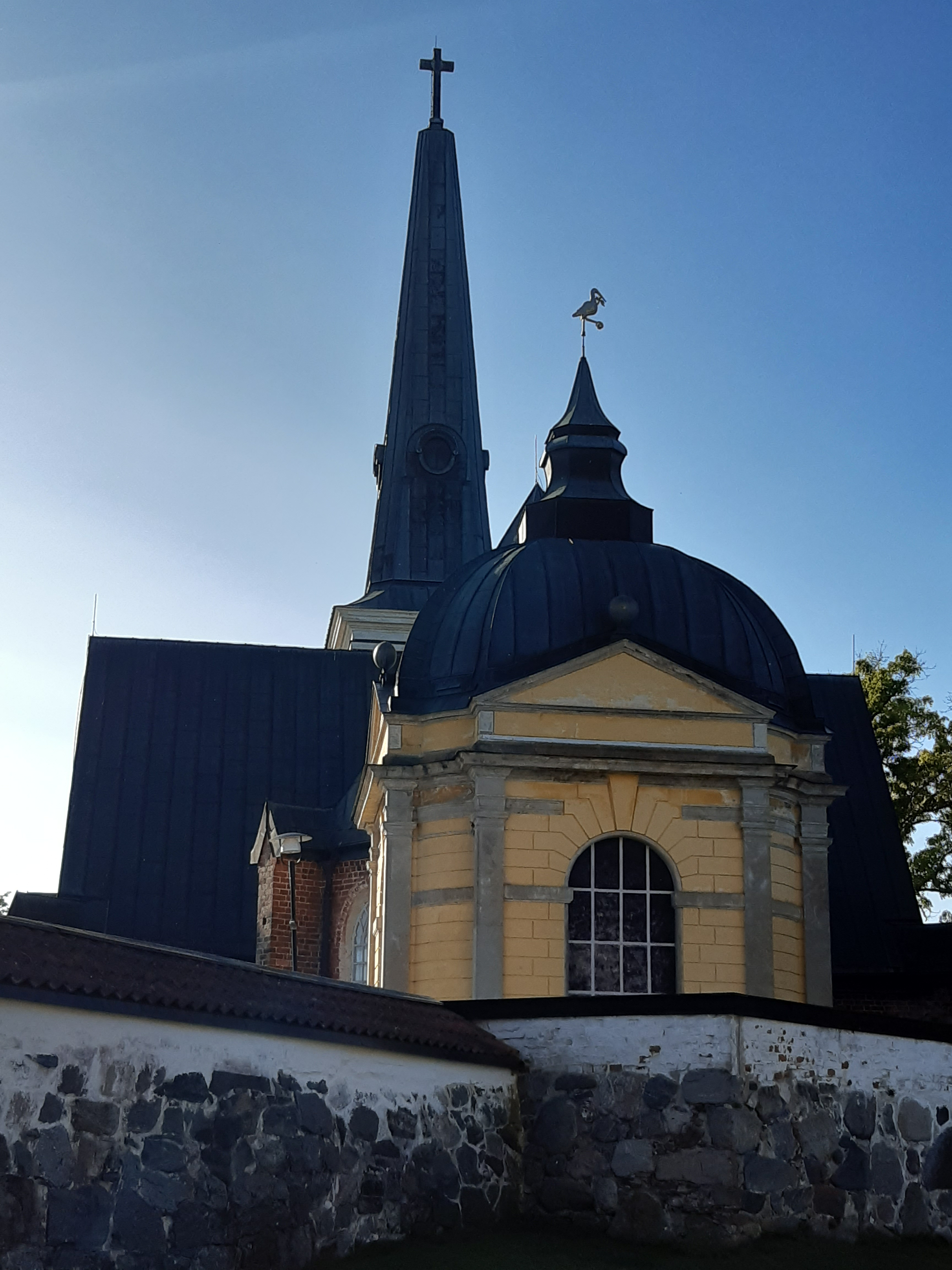
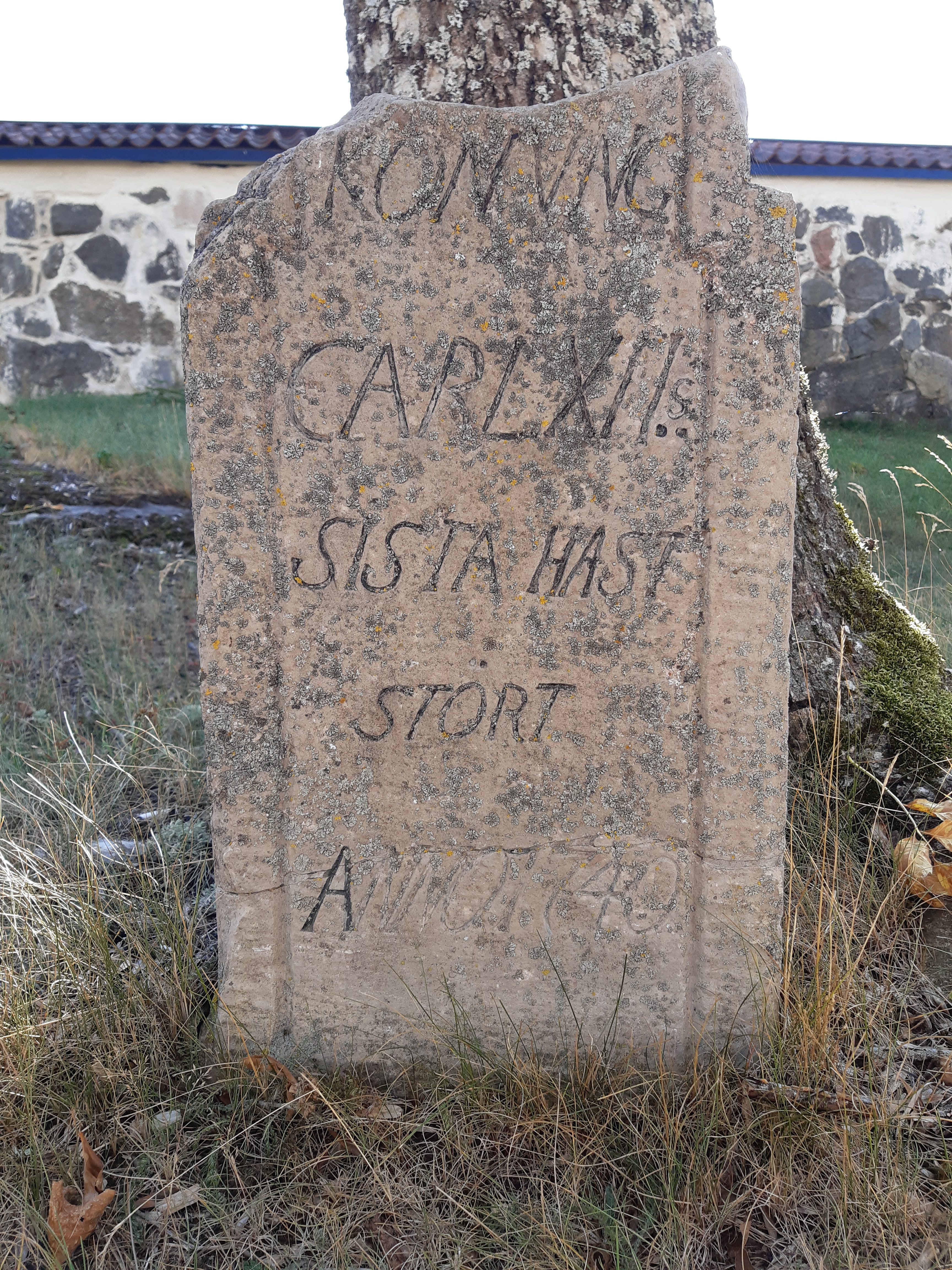
Karl XII:s sista hästs gravsten står utanför kyrkogårdsmuren.
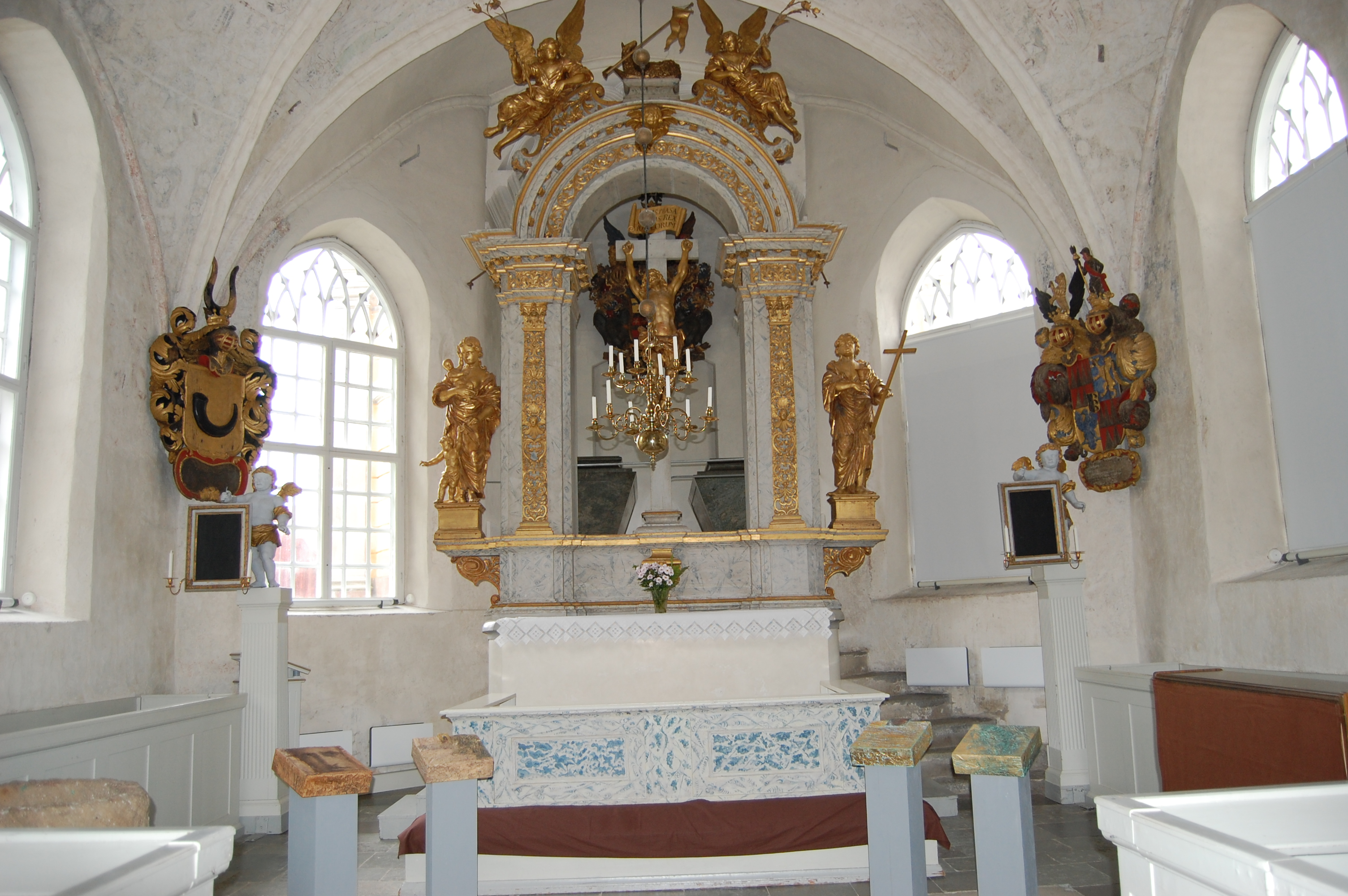
Ängsö kyrkas altare
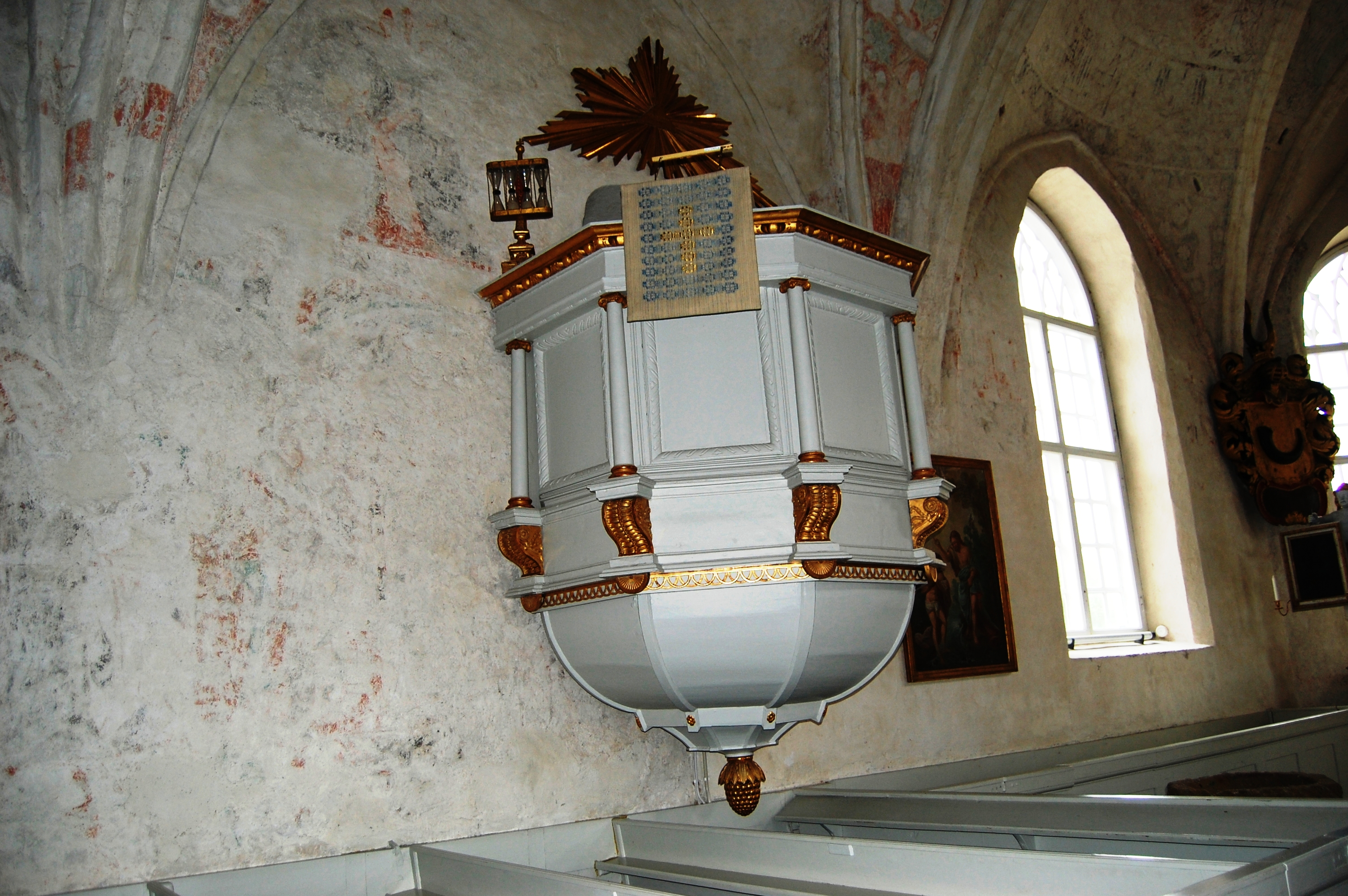
Ängsö kyrkas predikstol
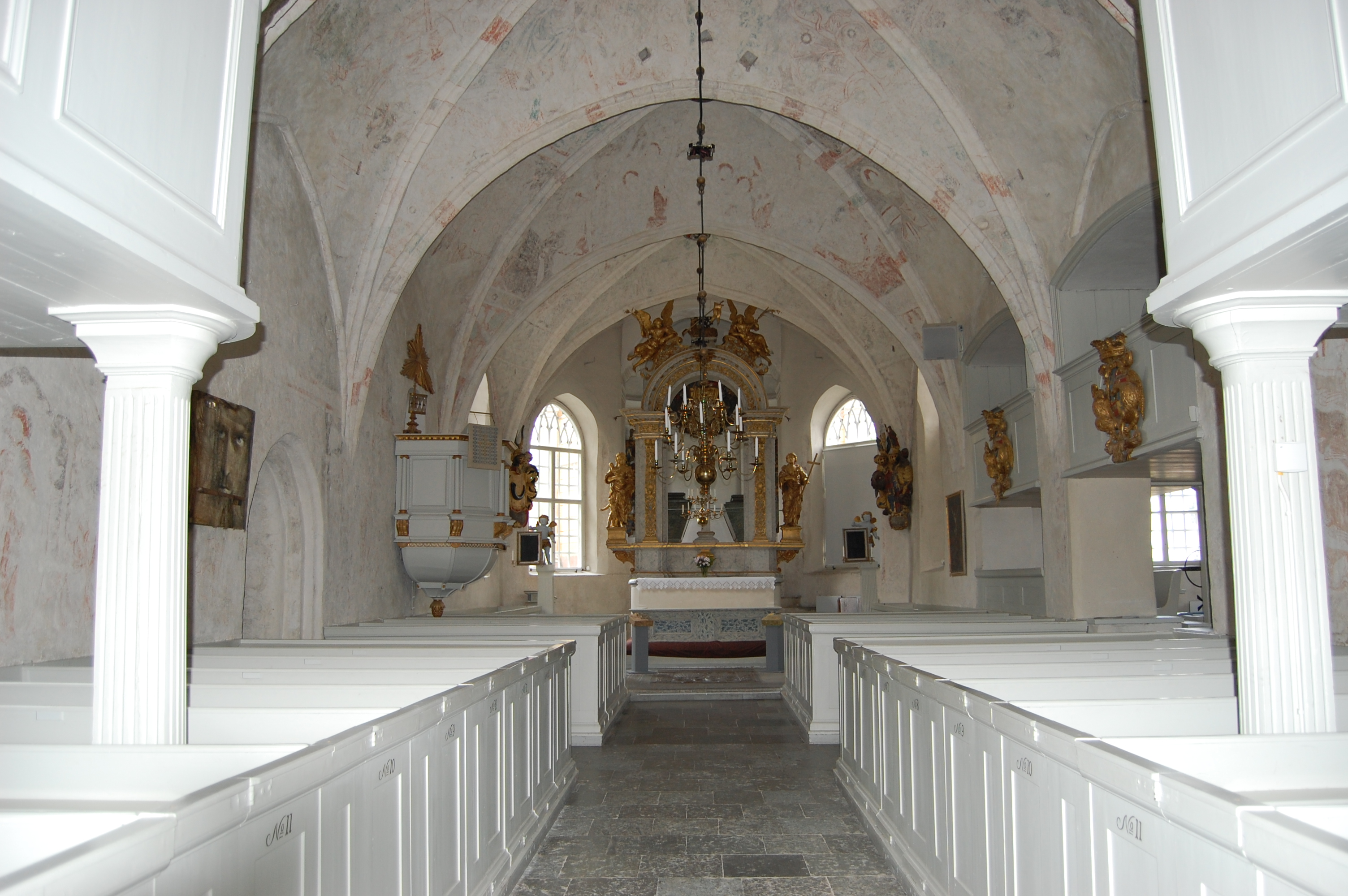
Ängsö kyrkas kyrksal